# Асадо

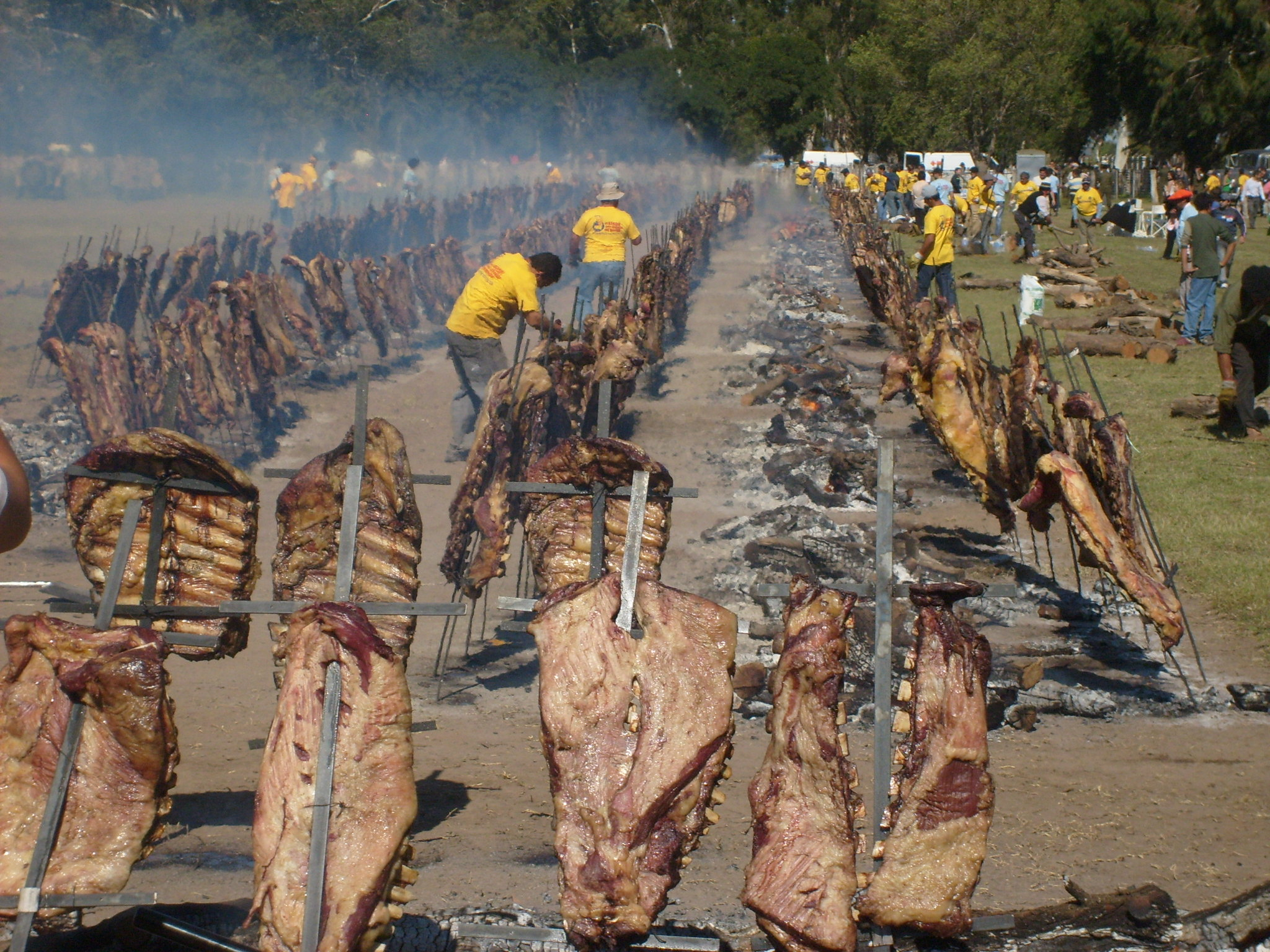
Жаркое, приготовленное в Патагонии, Аргентина

Аса́до (исп. Asado) — популярное блюдо из жареного мяса, распространённое в Аргентине, Боливии, Чили, Колумбии, Эквадоре, Парагвае, Перу, Уругвае и Венесуэле; техника приготовления кусков мяса, как правило говядины, которые жарятся на гриле (паррилье, parrilla) или открытом огне.

## Виды асадо
Существует три способа жарки мяса для асадо:
- гриль (самый распространённый);
- на вертеле, который втыкается в землю под углом, близким к прямому;
- «асадо кон куэро», когда мясо, не снятое со шкуры, обжаривается на гриле с одной стороны.

В Аргентине, Парагвае и Уругвае асадо готовят двумя способами: аль диско — используя гриль, сделанный из диска старого плуга, и аль орно де барро — в традиционной глиняной печи, приспособленной для жарки мяса.

## Приготовление
Обычно асадо готовят мужчины — асадоры. 
Гриль для приготовления блюда (исп. parrilla) есть почти в каждой латиноамериканской семье, часто асадо готовят прямо во дворе или на балконе.
Список ингредиентов блюда: мясо, домашняя колбаса, железы, почки, кровяная колбаса. Также в него можно добавить мясо цыплёнка, баранину, мясо ламы или телёнка. Блюдо готовится из расчёта полкилограмма мяса на человека. Асадо подается с хлебом, салатом, соусом чимичурри и красным вином.
Процесс приготовления асадо имеет ряд особенностей. Огонь разводится с помощью квебрахо или угля. Другие виды топлива не используются. При этом обязательно разводится два костра: уголь от одного из них будут в дальнейшем подкладывать под гриль, где теплится другой огонь. Большой огонь может сжечь асадо, оставив его сырым внутри, тогда как маленький огонь просто «сварит» его; асадо же должно быть обжаренным. Гриль устанавливается на высоте 10 сантиметров над тлеющими углями. Прежде всего необходимо хорошо разогреть решетку на открытом огне, а затем стереть сажу, образовавшуюся от сгорания старого жира, обычно это делается газетой или бумажным полотенцем.
Мясо нарезают в последнюю очередь. Для этого готовится большая доска, вилка и нож с длинными рукоятками. С мяса снимается лишний жир. Асадо обычно готовится из говяжьих рёбер, но также это может быть цыплёнок, ромштекс, стейк с косточкой, филейная часть. Всё нарезается кусочками и обжаривается. Колбасы на несколько минут кладут в холодную воду, затем прокалывают вилкой, чтобы при нагревании они не лопались.
Дальше их обжаривают 40 минут. Лучше положить больше угля под мясо и меньше под колбаски. Необходимо переворачивать кусочки так, чтобы они обжаривались равномерно. Когда начнёт появляться сок, мясо необходимо перевернуть. Солят же его в последний момент, чтобы сохранить сок.
Железы на время кладут в воду, чтобы из них можно было легко снять плёнку. После того как она будет снята, добавляют немного лимонного сока. С почек снимают плёнку и нарезают кусочками. Некоторые, прежде чем выложить почки на гриль, кладут их на несколько минут в солёную воду, другие просушивают. Кусочки желёз и почки жарят. Кишки хорошо промывают и оставляют их в солёном растворе до того, как класть на гриль. Затем скручивают в рулон, скалывают зубочисткой и обжаривают.
Готовую кровяную колбасу обжаривают в последнюю минуту. Очень острый соус чимичурри и соус по-креольски должны уже быть на столе. Соус чимичурри готовят за день до приготовления асадо и хранят в холодильнике.
Лучшим десертом для асадо может быть фруктовый салат или варенье из айвы и сыр.